# أدريان ودهاوس
أدريان ودهاوس (بالإنجليزية: Adrian Woodhouse)‏ هو كاتب بريطاني، ولد في 27 يوليو 1951.